# La Commune en chantant (disque)
Pour les articles homonymes, voir La Commune en chantant.
La Commune en chantant est un album 33 tours collectif sorti en 1971 pour l'anniversaire des cent ans de la Commune de Paris, et réédité en CD en 1988. Il est tiré d'un spectacle du même nom interprété notamment par Francesca Solleville, Armand Mestral et Mouloudji, écrit après la parution du livre de Georges Coulonges en 1970.
La plupart des chansons avaient été écrites pendant la Commune de Paris. Certaines sont antérieures ou postérieures mais sont le plus souvent associées à cette période. Elles relatent les conditions de la vie ouvrière de l'époque et les événements sanglants qui s'y déroulèrent.

## Titres
| No  | Titre                         | Auteur                                                                     | Interprète           | Durée |
| --- | ----------------------------- | -------------------------------------------------------------------------- | -------------------- | ----- |
| 1.  | Quand viendra-t-elle ?        | Eugène Pottier - Max Rongier, 1870[1]                                      | Mouloudji            |       |
| 2.  | Le Sire de Fisch Ton Kan      | Paul Burani - Antonin Louis, 1870                                          | Francesca Solleville |       |
| 3.  | Le Moblot                     | Eugène Pottier - Max Rongier, 1871                                         | Armand Mestral       |       |
| 4.  | La Défense de Paris           | Anonyme - Air de Fualdes, 1870                                             | Mouloudji            |       |
| 5.  | L'Armistice                   | Alphonse Leclerc, 1871                                                     | Francesca Solleville |       |
| 6.  | Paris pour un beafsteack      | Émile Dereux - Air de Dis-moi soldat, dis-moi, 1870                        | Armand Mestral       |       |
| 7.  | La Canaille                   | Alexis Bouvier - Joseph Darcier, 1871                                      | Francesca Solleville |       |
| 8.  | La Marseillaise de la Commune | Mme Jules Faure - Rouget de l'Isle, 1871                                   | Armand Mestral       |       |
| 9.  | Vive la Commune               | Eugène Chatelain - Folklore - Chantée sur l'air de La Bonne aventure, 1871 | chœurs               |       |
| 10. | Le Chant des ouvriers         | Pierre Dupont, 1846                                                        | Armand Mestral       |       |
| 11. | L'Insurgé                     | Eugène Pottier - Pierre Degeyter, 1884                                     | Mouloudji            |       |
| 12. | Le Capitaine « Au mur »       | Jean-Baptiste Clément - Max Rongier                                        | Armand Mestral       |       |
| 13. | La Semaine sanglante          | Jean-Baptiste Clément - Antoine Renard, 1871                               | Francesca Solleville |       |
| 14. | Jean Misère                   | Eugène Pottier - Max Rongier, 1880[14]                                     | Mouloudji            |       |
| 15. | Le Pressoir                   | Eugène Pottier - Max Rongier                                               | Armand Mestral       |       |
| 16. | En avant la classe ouvrière   | Eugène Pottier - Pierre Degeyter                                           | chœurs               |       |
| 17. | Drapeau rouge                 | Pierre Brousse - Folklore Suisse, 1877                                     | Francesca Solleville |       |
| 18. | Le Tombeau des fusillés       | Jules Jouy - Frédéric Doria, 1887                                          | Armand Mestral       |       |
| 19. | Elle n'est pas morte !        | Eugène Pottier - Victor Parizot, 1886                                      | Francesca Solleville |       |
| 20. | L'Internationale              | Eugène Pottier - Pierre Degeyter, 1871-1888[20]                            | Armand Mestral       |       |
| 21. | Le Temps des cerises          | Jean-Baptiste Clément - Antoine Renard, 1866                               | Mouloudji            |       |

1.  À l'occasion du spectacle, Max Rongier a composé des musiques pour toutes les chansons dont l'air d'origine est inconnu.
14.  Écrite après la Commune. Mouloudji ne chante pas le premier et le dernier couplet.
20.  L'Internationale, écrite à l'origine pour être chantée sur l'air de La Marseillaise n'a été mise en musique par Pierre Degeyter qu'en 1888. Elle est exécutée par les fanfares socialistes au XIVe Congrès du Parti ouvrier français en 1894.

## Crédits
- Conception du projet (spectacle et disque) : Georges Coulonges
- Chœurs : Ensemble madrigal de l'Île-de-France et Les Octaves
- Arrangements, direction d'orchestre et de chœurs : Gaby Wagenheim
- Illustration : Documents Bibliothèque nationale, Musée Carnavalet